# Carmo da Cachoeira
Carmo da Cachoeira este un oraș în unitatea federativă Minas Gerais (MG), Brazilia.